# Ondrej Vitasek
Ondrej Vitasek, född 4 september 1990 i Prostějov, Tjeckien, är en tjeckisk professionell ishockeyspelare, som bland annat har spelat för HC Bílí Tygři Liberec och Örebro HK. Från säsongen 2017/2018 spelar Vitasek i HK Jugra Chanty-Mansijsk.

## Biografi
Den 25 april 2017 meddelade Örebro HK att de skrivit kontrakt med den Ondrej Vitasek, närmast från HC Bílí Tygři Liberec, där kontraktet gällde två säsonger. Den 15 september 2017 meddelades från Örebro HK att kontraktet med Vitasek hade brutits av båda parter. Vitasek debuterade aldrig för Örebro i något seriesammanhang, utan spelade enbart ett par matcher på försäsongen. Den 20 september 2017 blev det känt att Vitasek skrivit kontrakt med HK Jugra Chanty-Mansijsk.

## Klubbar
- HC Bílí Tygři Liberec (2011/2012–2016/2017)
- Örebro HK (2017/2018)
- HK Jugra Chanty-Mansijsk (2017/2018)